# Johannes Eising
Johannes Eising (* 30. Mai 1935 in Magdeburg; † 1. September 2022) war ein deutscher Schachspieler, der den Titel FIDE-Meister trug.

## Sportliche Laufbahn
Er nahm 1955 und 1957 an zwei DDR-Meisterschaften teil, bei denen er sich im Mittelfeld platzierte; die Mannschaftsmeisterschaft der DDR gewann er 1955 und 1956 mit dem SC Wissenschaft Halle. Gemeinsam mit Hans Besser verließ Eising Ende der 1950er Jahre die DDR und siedelte sich in Westdeutschland an. 
Eising avancierte in den 1960er und 1970er Jahren zu einem führenden Spieler der Bundesrepublik Deutschland, so war er 1965 in Hamburg und 1973 in Bath Nationalmannschaftsmitglied bei der Mannschaftseuropameisterschaft. Bei der EM 1970 qualifizierte sich Deutschland nicht für die Endrunde, Eising gehörte zu den in der Vorrunde eingesetzten Spielern. In seiner Zeit als Nationalspieler gehörte er der DSB-Auswahl bei weiteren internationalen Mannschaftsturnieren an: 1976 beim Mitropapokal, viermal (1970, 1973, 1974 und 1977) beim Clare Benedict Cup und dreimal (1970, 1976, 1977) beim Nordic Chess Cup.
Eising nahm von 1961 bis 1976 an sieben Deutschen Meisterschaften teil. 1967 erhielt er vom Deutschen Schachbund den Titel Nationaler Meister. Sein bestes Ergebnis hatte er 1974 bei der Deutschen Meisterschaft in Menden, als er nach Peter Ostermeyer Vizemeister wurde. 1972 vertrat er den Deutschen Schachbund beim Zonenturnier in Caorle (11. Platz unter 18 Teilnehmern). 1973 gewann Eising in Bad Mondorf vor Rudolf Teschner, 1974 gelang ihm beim Großmeisterturnier in Solingen ein vielbeachteter Sieg über den sowjetischen Turniergewinner Lew Polugajewski.
Mit den Bundesligamannschaften SG Porz und Solinger SG 1868 wurde Eising insgesamt sieben Mal Deutscher Mannschaftsmeister, außerdem spielte er in der Bundesliga auch von 1982 bis 1985 sowie in der Saison 1986/87 bei der SG Enger-Spenge. Seit den 1990er Jahren spielte Eising überwiegend Mannschafts- und Seniorenturniere. Zwischendurch spielte er bei den SF Sinzig und erneut bei der SG Porz, zuletzt beim SC Remagen.
Seine letzten Elo-gewerteten Partien spielte Johannes Eising bei der offenen Kölner Meisterschaft im Januar 2008. Zuletzt wurde er mit einer Elo-Zahl von 2283 geführt.

## Werke
- mit Karl-Heinz Podzielny und Gerd Treppner: Schach-Bundesliga 1974-80, Bamberger Schachverlag, Bamberg 1981, ISBN 3-923113-00-5.
- mit Claus-Dieter Meyer und Gerd Treppner: Schach-Bundesliga 1980-83, Bamberger Schachverlag, Bamberg 1984, ISBN 3-923113-04-8.
- mit Gerd Treppner: Schach-Bundesliga 1984-88, Hollfeld 1989, ISBN 3-88805-081-2.